# Haarfärbung

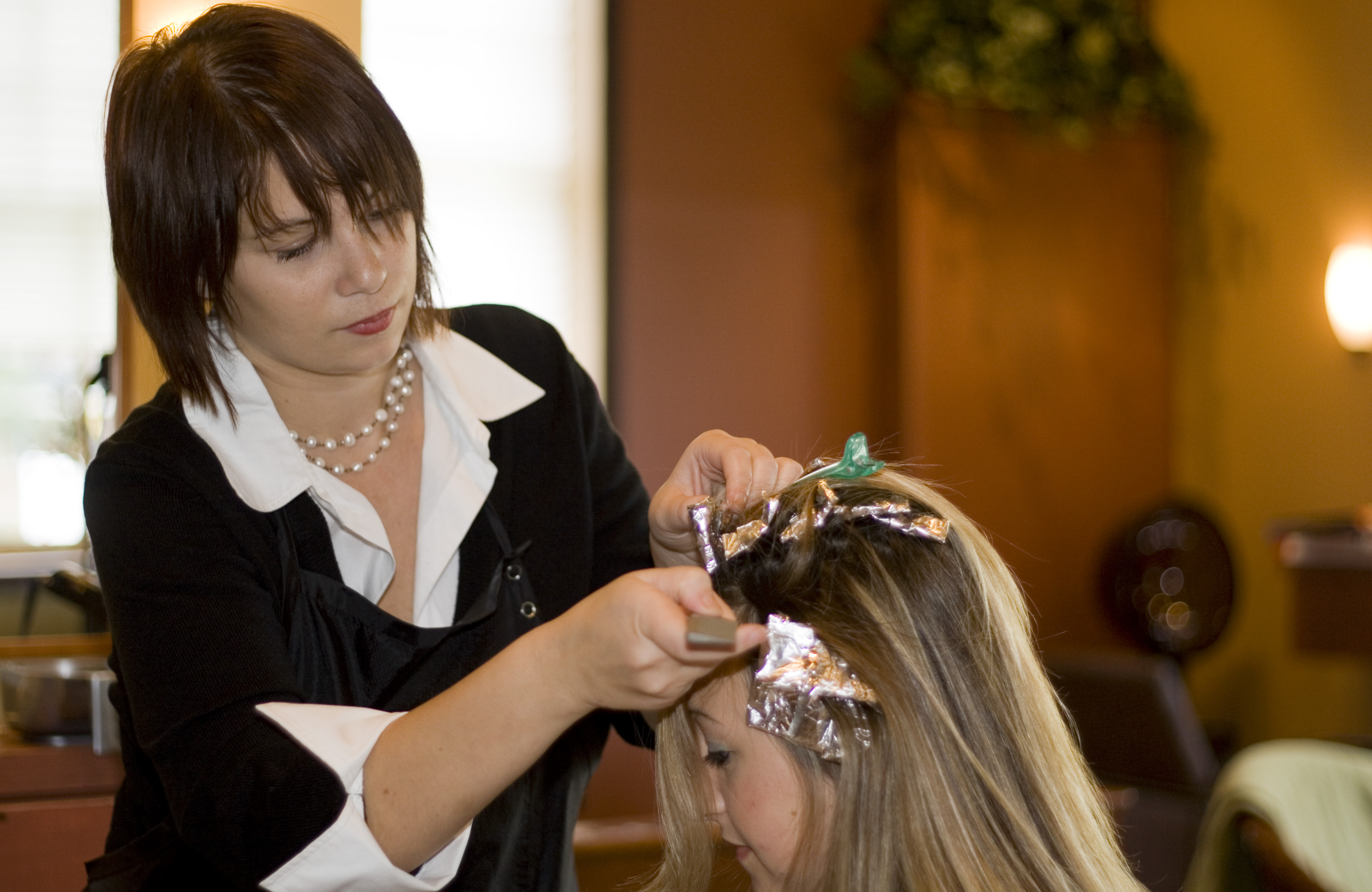
Haarfärbung beim Friseur

Eine Haarfärbung wird vorgenommen, um dem Haar andere Farbnuancen zu geben, das heißt die natürliche Haarfarbe zu verändern. Eine Haarfärbung ist meist auch noch nach mehrmaliger Haarwäsche mit tensidhaltigen Waschmitteln farbecht.
Farbänderungen des Haares kann man durch Blondiermittel oder Haarfärbemittel erreichen. Die Haarfärbung lässt sich in Bezug auf die Zahl der Haarwäschen nach der Färbung und der jeweiligen Haltbarkeit der Farbänderung in temporäre, semipermanente und permanente Färbungen einteilen. Eine temporäre Haarfärbung verschwindet nach dem ersten Waschen mit einem Haarshampoo. Sie basiert auf einer physikalischen Haftung eines Farbstoffes. Eine semipermanente Haarfärbung hält circa zwei bis zehn Haarwäschen aus. Eine permanente Färbung übersteht mehr als zehn Haarwäschen. Hierbei werden kosmetische Farbstoffe chemisch an bestimmte Aminosäuren im Haar gekoppelt oder beim Blondieren Pigmente des Haares oxidiert.
Es wird geschätzt, dass etwa die Hälfte der erwachsenen Frauen in den Industrieländern Haarfärbemittel nutzen. Die Farben sind stark von Modetrends abhängig und variieren von Kulturkreis zu Kulturkreis.

## Geschichte
Schon vor 3000–4000 Jahren war das Haarfärben mit den natürlichen Farbstoffen Henna, Indigo, später auch mit Rastik gebräuchlich. Die Römer färbten sich ihre Haare mit Bleikämmen, die in Essig eingetaucht wurden. Dabei gab es aus der Reaktion mit der Aminosäure Cystein im Haarkeratin blonde bis dunkle Farbtöne. Martial hielt fest, dass die germanischen Volksstämme der Chatten und Bataver einen rötlichen Schaum, die sog. spuma chattica, herstellten, der „teutonischem Haar Feuerfarbe“ gebe. Dieser Schaum stellte im Handel mit den Römern ein gefragtes Tauschmittel dar.
Von 1900 an bestanden die Färbemittel häufig aus anorganischen Silbernitratlösungen beziehungsweise anderen Metallsalzen, gemischt mit Pyrogallol-Lösung. Dabei reagierten die Silberionen mit der Aminosäure Cystein im Haar. Damit konnten Farbtöne zwischen Blond und Schwarz eingestellt werden.
Der erste dauerhaft haltbare Azofarbstoff für Haare wurde 1883 entwickelt. Ein Haarfärbemittel für Menschenhaar aus dem Jahre 1895 bestand aus 1,4-Phenylendiamin, p-Aminophenol und Diaminophenol und wurde unter dem Namen „Chenie’s Haarfarbe Fo“ in den Handel gebracht; schon damals wurde auf die mögliche Gefahr einer Hautreizung beim Färbeprozess nachdrücklich hingewiesen.
Auf Basis von p-Phenylendiamin, dessen Eignung als Haarfärbemittel Ernst Erdmann 1888 bei Agfa erkannte, war auch das Haarfärbemittel Aureole von Eugène Schueller 1907 in Paris (dem Gründer von L’Oréal). 1947 brachte Therachemie, eine spätere Henkel-Tochter, eine Haarfärbemittelserie für Endverbraucher heraus (Polycolor).

## Einteilung der Haarfärbemittel
Haarfärbemittel können hinsichtlich ihrer Wirkweise wie Anfärbung, Haltbarkeit und chemischen Eingriffes zum Haar eingeteilt werden. Haare können in ihrer Farbtiefe von Schwarz bis Lichtblond und/oder in einer Farbrichtung wie z. B. Matt, Silber, Gold, Kupfer, Rot, Violett verändert werden. Auch der bestehende Strukturzustand des Haares wie unbehandelt, sonnengebleicht, gefärbt, hellergefärbt oder gesträhnt ist für das Farbergebnis entscheidend. Die Einteilung erfolgt grundsätzlich in zwei Rubriken:
Nicht oxidative Haarfärbemittel
Bei diesen Färbemitteln ist nur eine Anfärbung nur an der Oberfläche des Haares (temporäre Haarfärbung) bzw. in den Schichten der Schuppenschicht (semipermanente Haarfärbung) mittels fertiger Farbstoffe, sogenannte Direktfarbstoffe möglich. Die Produkte sind im Behältnis gebrauchsfertig und müssen nicht gemischt werden. Ausnahmen sind: Tonspülungen beim Friseur, diese werden mit Wasser gemischt und Pflanzenhaarfarben, die mit Wasser oder schwarzem Tee zubereitet werden. Die Naturfarbe kann nur nuanciert, intensiviert oder dunkler angefärbt werden.
Oxidative Haarfärbemittel
Um eine deutliche bzw. intensivere Veränderung der Haarfarbe zu erzielen, kommen hierbei sogenannte Oxidationsmittel in Kombination mit unentwickelten Farbstoffen, den Farbbildnern zum Einsatz, zusammen gemischt entwickeln sich diese dann erst gemeinsam im Haar zur eigentlichen Haarfarbe. Diese Produkte ermöglichen eine komplette Durchfärbung der Naturfarbe von deutlich dunkler bzw. je nach Intensität bis zu ca. 3 Töne heller. Im Gegensatz zu nicht oxidativen Haarfarben werden auch die Naturpigmente des Haares verändert bzw. oxidiert. Oxidative Färbemittel werden demipermanenten und permanenten Haarfärbungen zugeordnet.

## Wirkweise nicht oxidativer Haarfärbungen

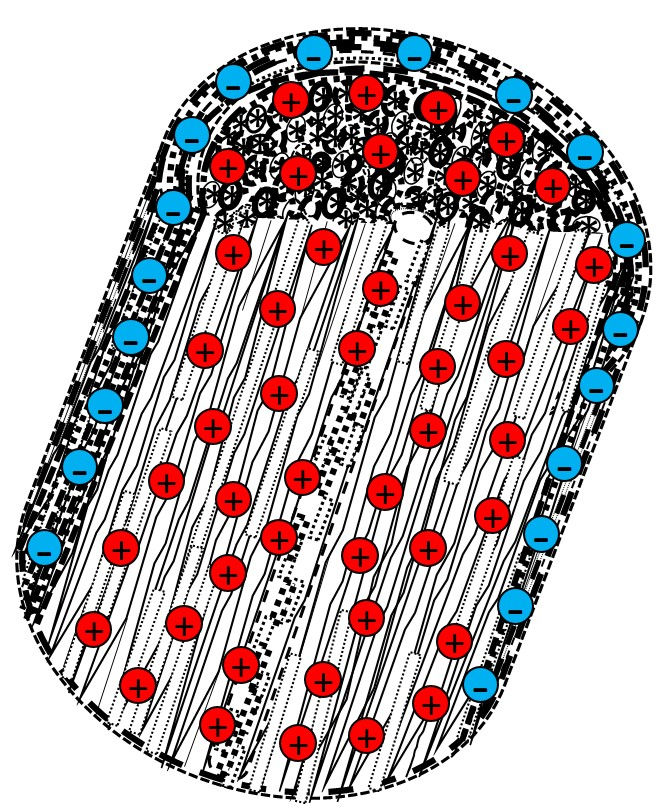
Elektrische Ladungen im Haar

Das Haar besteht aus verhorntem Eiweiß, dem Keratin. In den Molekülgruppen des Keratins befinden sich jeweils eine gleiche Anzahl von positiv und negativ geladenen Teilchen, die Ladung befindet sich im Gleichgewicht. Im Haarinneren, der Faserschicht sitzen die positiv (+) geladenen Kationen, in der äußeren Schuppenschicht befinden sich die negativ (-) geladenen Anionen. Die Anfärbung des Haares mit Farbstoffen basiert bei temporären und semipermanenten Haarfärbeprodukten auf Anhaftung durch unterschiedliche elektrische Ladungen.
Kationische Haarfarbstoffe
Plus geladene Farbstoffe lagern sich an der Minus geladenen Außenschicht des Haares an.
Nichtionische Haarfarbstoffe
Besitzen keine Ladung, haften nicht nur oberflächlich am Haar, sondern dringen auf Grund ihrer geringen Molekülgröße in die Schuppenschicht ein und besitzen eine gute Anhaftung zum Haarkeratin.
Anionische Haarfarbstoffe
Bei diesem sehr neuen Färbeprodukt durchdringen die minus geladene Farbstoffe mit Hilfe von Penetrationsstoffen die Schuppenschicht und lagern sich an die plus geladene Faserschicht.

## Temporäre Haarfärbung
Wirkprinzip: Temporäre (= vorübergehende) Färbeprodukte haften aufgrund ihrer positiven Ladung nur oberflächlich an der negativ geladenen Außenhülle des Haares, der elektrostatischen Anziehungskraft, man spricht auch vom „Aufziehen der Fertigfarbstoffe“ und wirken basisch zw. leicht quellend. Sie sind für eine Auffrischung, Vertiefung oder leichten Abänderung des natürlichen Farbtons geeignet und lassen sich meist nach einer Haarwäsche entfernen. Vorsicht ist bei naturblondem, sonnengebleichtem, porösem und blondiertem Haar geboten, da Farbstoffe in die Schuppenschicht eindringen können und somit unschöne Verfärbungen erzeugen können.
Produkte: Farbfestiger, Tönungen (Ein-Komponenten-Produkte)
Die temporäre Haarfärbung dient dazu, die natürliche Haarfärbung leicht abzuändern. Diese Färbung lässt sich bei einmaliger Haarwäsche wieder vollständig entfernen. Für die Haarfärbung werden Azo-, Triphenylmethan oder Anthrachinon-Farbstoffe verwendet.
Verkauft werden die temporären Färbemittel als wässrige, alkoholische Lösungen.
In Verbindung mit Haarlack können auch sehr kleine goldene oder silberne Glanzpigmente oder sogar fluoreszierende Stoffe ins Haar gebracht werden. Auch Wimpern- und Augenbrauenfärbemittel gehören zu den temporären Haarfärbemitteln. Als Farbmittel dienen zum Beispiel Ruß und Ocker.

## Semipermanente Haarfärbung
Wirkprinzip: Semipermanent (= halb dauerhaft) Die nichtionischen Direktfarbstoffe bleiben nicht nur oberflächlich am Haar haften, sondern dringen teilweise aufgrund ihrer Größe auch in die übereinanderliegenden Schichten der Schuppenschicht bis zur Faserschicht vor, sie besitzen eine stärkere Anhaftung (Affinität) zum Haar. Diese Produkte halten bis zu 3 bis 5 Haarwäschen und sind für eine etwas stärkere Auffrischung, Vertiefung oder Abänderung des natürlichen Farbtons geeignet. Anionische (saure) Farbstoffe durchdringen mit Hilfe von Penetrationsstoffen die Schuppenschicht und lagern sich an die positiv geladene Fasersicht an. Wie bei den temporären Färbeprodukten ist bei naturblondem, sonnengebleichtem, porösem und blondiertem Haar Vorsicht geboten, es ist mit Farbrückständen zu rechnen.
Produkte: Tonspülungen, Tönungen (Ein-Komponenten-Produkte), Saure Haarfarbe
Auch natürliche Haarfärbemittel wie Pflanzenhaarfarbe kann man dieser Gruppierung zuordnen.
Zur Nuancierung verwendet man semipermanente Farbstoffe. Sie haben eine hohe Affinität zum Keratin des Haares, die Bindung der Farbstoffe erfolgt physikalisch. Natürliche semipermanente Haarfärbemittel werden aus Henna, Reng, Kamille, Holz-, Rindenextrakten und Rastik gewonnen.
Henna
Blätter und Stängel der Pflanze Lawsonia alba Lam. (oder auch L. inermis L.) enthalten als Farbkomponente 2-Oxy-1,4- naphthochinon. Die Gewinnung des Farbstoffes erfolgt über Trocknung von Blättern und Stängeln, Verpulverung derselben, Lösung des Farbstoffes mit heißem Wasser und dann Aufgabe auf das Haar. Der Henna-Farbstoff gibt dunklen Haaren eine kastanienfarbene Tönung.
Reng
Kommt in Blättern der Indigopflanze vor. Es wird zusammen mit Henna verwendet. Mit Henna kann man Farbtöne zwischen rotblond – schwarz je nach Mischungsverhältnis erreichen.
Kamille
Der Blütenfarbstoff Apigenin (5,7,4'-Trioxoflavon) der Kamille bewirkt eine Gelbfärbung des Haares.
Rastik
Ist ein Gemisch aus Pyrogallol und Eisen-, Kupfersalzen. Pyrogallol wurde durch Rösten von Galläpfeln gewonnen. Das Haar wird von Rastik tiefschwarz gefärbt.
Als synthetische Haarfärbemittel werden Nitrophenyldiamine, Azo- und Chinonimin-Farbstoffe in Verbindung mit organischen Lösungsvermittlern wie Glycolether oder Polypropylen verwendet.

## Demipermanente Haarfärbung
Demipermanente Haarfarben, im Sprachgebrauch als „Intensivtönung“ oder „Coloration“ bekannt, zählen wie die permanenten Haarfarben (Zweikomponenten-Produkte) zu den oxidativen Haarfärbungen. Zweikomponenten-Produkte bedeutet: Komponente mit Haarfarbstoffen und eine dazugehörige Entwicklerkomponente mit Wasserstoffperoxid müssen immer zusammengemischt werden. Produkte dieser Kategorie werden mit verschiedenen pH-Wert-Ausrichtungen (sauer, neutral, mildalkalisch) angeboten. Zur Entwicklung der Farbbildner werden Entwicklerlotionen mit niedrigem Wasserstoffperoxid-Gehalt (etwa 1 bis 4 %) verwendet. Die Anfärbung des Haares erfolgt daher deutlich milder, als bei einer permanenten Haarfarbe; die Abdeckung bezüglich weißem Haar ist je nach Haar-Durchmesser gegebenenfalls weniger.
Produkte: Tönung, Intensivtönung, Coloration, Soft-Haarfarbe

## Permanente Haarfärbung

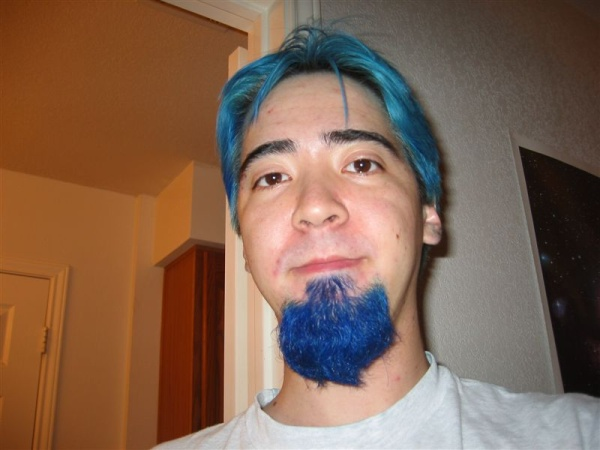
Haare und Bart blau gefärbt

Eine permanente Haarfärbung ist praktisch nicht entfernbar, das Haar wächst jedoch im Monat etwa 1 cm, sodass zumindest der Ansatz regelmäßig nachgefärbt werden muss, wenn man eine gleichmäßige Haarfärbung behalten will.
Bei empfindlichen Personen kann es bei Zweikomponenten-Haarfärbungen zu Hautreizungen kommen. Auch können durch Haarfärbung, Dauerwelle oder bei häufigem Waschen die Haare geschädigt werden, wodurch Glanz, Kämmbarkeit, Griff des Haares nachteilig beeinflusst werden. Diese Nachteile versuchen die Firmen durch kationische Tenside und Beigabe von Keratin abzuschwächen. Neuerdings werden auch Alkylguanidinverbindungen bei der Behandlung oder Nachbehandlung empfohlen. Auch recht milde Einkomponenten-Haarfarben auf Enzymbasis wurden entwickelt. Ein derartiges Haarfärbemittel muss jedoch vor der Auftragung auf das Haar gut vor Luftsauerstoff geschützt werden. Der Vorteil dieser Färbemittel ist, dass sie milder als Zweikomponenten-Färbemittel sind, der Nachteil liegt jedoch in einer schwächeren Färbung.
Da Wasserstoffperoxid als Oxidationsmittel die Haarfaser schädigt und zu Hautreizungen führen kann, versuchen Unternehmen, diese Verbindung durch Verwendung von Dicarbonylgruppen und Aminoverbindungen zu ersetzen.
Zweikomponenten-Haarfärbung
Bei der permanenten Haarfärbung (Oxidationshaarfärbung) werden Oxidationsbasen, das heißt leicht oxidierbare aromatische Verbindungen (etwa Phenylendiamin, Toluylendiamin, Aminophenol) zusammen mit Nuancierern (Stoffe, die den Farbton etwas verändern) in Gegenwart von Wasserstoffperoxid, Ammoniak, Emulgatoren und Wasser auf das Haar gebracht. Die Farbstoffteilchen wandern nun in das – durch das alkalische Medium aufgequollene – Haarinnere und werden dort zu komplexen Farbstoffen oxidiert, wobei sie sich chemisch mit dem Haarkeratin verbinden. Erst durch die Oxidation der Farbstoffbasen durch das Wasserstoffperoxid entsteht der Farbstoff. Ein käufliches, permanentes Haarfärbemittel besteht aus zwei Komponenten: Einer Tube mit den Oxidationsbasen, Nuancierern und einem Fläschchen mit Wasserstoffperoxid.
Neben den Farbstoffbasen enthält ein Haarfärbemittel noch Verdickungsmittel, beispielsweise Fettalkohole und Lanolin, sodass die Mischung cremiger wird. Damit die Oxidationsbasen nicht unter Lufteinfluss vorzeitig oxidiert werden, enthält ein Färbmittel ferner Antioxidantien, zum Beispiel Natriumsulfit beziehungsweise Natriumformaldehydsulfoxylat oder Ascorbinsäure. Ferner ist in der Farbpaste etwas Ammoniaklösung (circa 1%ig oder Monoethanolamin) und etwas Tensid enthalten.
Oxidationsbasen und Nuancierer
Oxidationsbasen können p-,o-Phenylendiamin, o-,p-Dihydroxybenzol und o-,p-Aminophenol beziehungsweise Derivate dieser Verbindungen sein. Je nach Zusammensetzung der aromatischen Verbindungen erhält man unterschiedliche Farbtöne.
Gebräuchliche Oxidationsbasen sind beispielsweise 2,5-Diaminotoluol, 2,3-Diaminotoluol, 2-Aminophenol und 4-Aminophenol.
Als Nuancierer dienen die disubstituierten Aromaten in m-Position (m-Dihydroxybenzol, m-Aminophenol, m-Phenylendiamin).
Verbotene Inhaltsstoffe
Durch die deutsche Kosmetik-Verordnung von 1977 und 1982 wurden 1,4-Phenylendiamin, 2,4-Toluoldiamin und 2,4-Diaminoanisol verboten, da sie im Verdacht karzinogener Wirkung stehen. Auch bei 2,4-Diaminoanisol und 2,4-Diaminotoluol sind krebserregende Effekte nachgewiesen worden. Verboten in Haarfärbemitteln sind die folgenden Verbindungen: 1,2-Diaminobenzol, 1,4-Diaminobenzol, 2,4-Diaminoanisol, 2,5-Diaminoanisol, 2,4-Diaminotoluol, 2-Amino-4-nitrophenol, 2-Amino-5-nitrophenol. Die erlaubten Farbstoffe dürfen nur in den erlaubten Dosen im Färbemittel vorliegen. Vor 1990 wurden die Verbote von chemischen Inhaltsstoffen bei Haarfärbemitteln von Land zu Land unterschiedlich gehandhabt. So war das 1,4-Phenylendiamin (eine Verbindung zur Herstellung schwarzer Farbtöne) in vielen Ländern ein wichtiger Haarfärbestoff (etwa in den Vereinigten Staaten), in Deutschland war die Verwendung dieser Verbindung schon 1906 verboten. Die freien Oxidationsbasen dürfen nicht mehr als 6 % im Haarfärbemittel betragen. Hydrochinon darf zu 2 %, Resorcin zu 5 % und α-Naphthol nur zu 0,5 % verwendet werden.

## Physikalische Farbveränderung
Diese Methode der Farbveränderung ist semipermanent, es verändert nicht das Naturpigment, man bedient sich sogenannter direktziehender Farbstoffe. Da die Farbe nicht in den Cortex des Haares eindringen kann, lagern sich die Farbstoffe nur an der Cuticula an. Daher hält diese Art der Farbveränderung nur bis zu ungefähr maximal zwölf Haarwäschen.
Die Pigmente in den sogenannten „Direktziehern“ sind kationaktiv. Durch die elektrisch positive Ladung (kationisch) der Farbe kann sie sich an die negativ geladenen (anionischen) Haare anlagern. Je poröser das Haar ist, umso intensiver legt sich die Farbe an dieser Stelle an und kann so weiter in den Cortex vordringen. Permanente oder aufhellende Ergebnisse sind mit dieser Methode jedoch nicht zu erzielen.
Des Weiteren kann man Pflanzenfarben zu den semipermanenten Farbveränderungen zählen. Bei der Pflanzenfarbe entfallen weitestgehend chemische Zusätze, die Haltbarkeit auf dem Haar ist daher auch eingeschränkt. Da es keine „Färbung“ im eigentlichen Sinne ist, sind Hellerfärbungen nicht möglich. Mit Pflanzenfarbe gefärbtes Haar zusätzlich mit permanenten Haarfarben färben ist nicht ratsam.
Unter die Kategorie „direktziehende Farbstoffe“ fallen folgende weitere Produkte:
Farbfestiger und Farbfönlotionen
- Trägermasse: Alkohol;

Verwendung: nach dem Haarewaschen mit angefeuchteter Watte partienweise auftragen
Farbfönschäume
- Trägermasse: Alkoholschaum;

Verwendung: nach dem Haarewaschen Haar abdrücken, mit Bürste partienweise auf das abgeteilte Haar auftragen
- Trägermasse: PVP/VA Copolymere, Pflegestoffe;

Verwendung: mengenmäßig gleichmäßig auftragen – nach Einwirkzeit ausspülen
Farbspülung
- Trägermasse: kationische Pflegestoffe;

Verwendung: nach dem Haarewaschen mit Wasser verdünnt über das Haar gießen.
Farbgel/Farbcreme
- Trägermasse: kationisches Gel auf Pflegestoffbasis;

Verwendung: mengenmäßig gleichmäßig auftragen – trocknen lassen

## Chemische Farbveränderung
Für eine dauerhafte Farbveränderung stehen dem Friseur zwei unterschiedliche Methoden zur Verfügung: die Blondierung und die oxidative Färbung. Ein Produkt, das bei beiden Arbeitsvorgängen benötigt wird, ist das Wasserstoffperoxid (Formel: H2O2). Bedingt durch die Zugabe von H2O2 kommt es im Haar zu einem oxidativen Prozess, Sauerstoff wird angelagert und verändert die Farbwirkung der Pigmente. Da die chemische Farbveränderung außer bei einer Blondierung additiv ist, also Farbstoffe angelagert werden, ist eine gezielte Färbung von bereits chemisch gefärbtem Haar nicht mehr möglich. H2O2 wird aufgrund der Reaktionsfreudigkeit des Sauerstoffs genutzt, um Haare färben zu können. Dem Friseur stehen folgende H2O2-Konzentrationen zur Verfügung:
| Konzentration | Anwendung                                                                                           |
| ------------- | --------------------------------------------------------------------------------------------------- |
| 1,9–2,5 %     | für Intensiv-Tönungen geeignet                                                                      |
| 3–4 %         | sehr gut anwendbar bei Färbungen oder Intensiv-Tönungen                                             |
| 6 %           | Permanentfärbung Ton in Ton oder ein Ton heller, oder auch dunkler (je nach Nuance)                 |
| 9 %           | Permanentfärbung von 2 bis 3 Tönen heller                                                           |
| 12 %          | Permanentfärbung aufhellend von 3 bis 4 Tönen, oder mehr als vier Töne mit einem Superaufheller     |
| 18 %          | weder sinnvoll noch notwendig, darf nicht auf Kopfhaut gelangen und wird in Europa nicht eingesetzt |

Für eine Blondierung eignet sich am besten eine Peroxidstärke bis 6 %. Ein weit verbreiteter Irrglaube besagt, dass 1,9 %, 3 % oder 4 % nicht ausreichend aufhellen würden. Dies wurde jedoch durch verschiedene Tests widerlegt. Auch eine Lösung mit 1,9 % H2O2 ist durchaus in der Lage, eine dunkle Grundlage schonend aufzuhellen. Der einzige Nachteil besteht darin, dass es etwas länger dauert. Das Ergebnis ist ein klarer Blondton ohne viel Goldanteil.

## Inhaltsstoffe
Farbvorstufen
Dieses sind unentwickelte Pigmente, die aufgrund ihrer geringen molekularen Größe sehr gut ins Haar vordringen können und damit eine gleichmäßige Cortex-Anfärbung erreichen.
Erst durch die Zugabe von H2O2 wird der oxidative Vorgang ausgelöst. Durch den aktiven Sauerstoff werden farblose Farbvorstufen zum sichtbaren Pigment entwickelt. Da sich diese Pigmente miteinander verbinden, entsteht eine Art „Käfigwirkung“, und so können sich Pigmente im Cortex des Haares festhalten. Nur wenn eine Haarfarbe Farbvorstufen enthält, kann weißes Haar völlig abgedeckt werden. Grundsätzlich gibt es nur zwei Arten von Farbvorstufen, diese sind jedoch beide in jedem Ton in unterschiedlichen Mengen enthalten. Die Konzentration der Farbvorstufen und Kupplern ergibt unterschiedliche, oxidative Haarfarben. Farbvorstufen sind meist PPD, PTD oder auch Resorcin. Diese haben eine Braunauslegung und geben der Haarfarbe die Tontiefe
- Gruppe 1 = Farbvorstufen
- Gruppe 2 = Nuanceure (Farbkuppler)
  - Manchmal sind auch direktziehende bzw. temporäre Farbpigmente in oxidativen Farben enthalten

Nuanceure/Farbkuppler
Nuanceure sind teils entwickelte oder anoxydierte Farbbildner, die einer Farbe eine bestimmte Farbrichtung oder Nuancierung geben. Alle Farbstoffe werden aus verschiedenen chemischen Grundstoffen hergestellt und haltbar gemacht.
Alkalien
In allen Haarfarben werden als Alkalisierungsmittel Ammoniakwasser oder ähnliche Stoffe verwendet (Toluol, Diamine, Resorcinol und viele andere). Dabei sind Menge und pH-Wert unterschiedlich. Alkalien haben die Eigenschaft, sich zu verflüchtigen, deswegen sinkt die Konzentration mit der Länge der Einwirkzeit. Alkalien sind für das Haarefärben unabdingbar, da sie das Haar aufquellen lassen und das Haar somit aufnahmefähiger machen. Erst dadurch kann die Farbe in den Cortex vordringen.
Trägermassen
Dazu gehören Lösungsmittel wie Isopropanol oder Ethanol usw. Creme (sogenannte Nullmassen) oder Gels sind die gebräuchlichsten Trägermassen in der Farbkosmetik. Sie bestehen meist aus fettähnlichen, kationisch eingestellten Grundsubstanzen, die pflegend wirken.
Netzmittel
fördern das Eindringen aller Wirkstoffe, da sie die Oberflächenspannung der Feuchtigkeit herabsetzen, und sorgen für eine gleichmäßige Verteilung auf dem Haar.
Pufferstoffe
sorgen für einen gleichmäßigen Abbau der Wirkstoffe, das heißt, sie sorgen dafür, dass nach dem Zusammenmischen der Farbmasse der Arbeitsablauf nicht explosionsartig vonstattengeht und halten den pH-Wert konstant.
Reduktionsmittel
halten die Farbe in der Packung stabil und setzen die Oxidationsempfindlichkeit der Farbstoffe herab. Obwohl diese nicht verhindern können, dass beispielsweise Rite-Farbstoffe schon nach einem halben Jahr nur noch zu etwa 70 % reaktionsfähig sind.
Duftstoffe
überlagern den starken Geruch speziell bei Alkalien.
Einzelne Inhaltsstoffe können allergische Reaktionen hervorrufen. Aus diesem Grund ist es wichtig, das Produkt vor der Anwendung an einer kleinen Hautstelle zu testen und bei bekannten Allergien die Inhaltsstoffliste zu überprüfen.

## Ablauf
Nach dem Zusammenmischen der Farbe mit H2O2 ergibt sich folgender Ablauf:
Alkalisierungsmittel (Ammoniak, MEA mit meist hohem pH-Wert zwischen 9 und 11) lassen das Haar aufquellen und neutralisieren die Stabilisierung des H2O2. Dadurch wird aktiver Sauerstoff frei. Dieser hellt, je nach Konzentration, das Naturpigment auf. Die Trägermasse sorgt dafür, dass die Haarfarbe haftenbleibt. Die Netzmittel verbessern die Aufnahmefähigkeit des Haares, Pufferstoffe (wie Hirschhornsalz) regeln den gesamten Prozess. Ab einer Zugabe von mindestens 6 % H2O2 wird das Naturpigment zuerst aufgehellt und gleichzeitig werden die Farbvorstufen und Kuppler ins Haar gebracht. Diese überlagern nun das aufgehellte Naturpigment, was nach einer bestimmten Einwirkzeit, abhängig von der Konzentration an H2O2, zum gewünschten Ergebnis führt.
| Konzentration | Einwirkzeit |
| ------------- | ----------- |
| 1,9–2,5 %     | 20 min      |
| 3–4 %         | 30 min      |
| 6 %           | 30–35 min   |
| 9 %           | 35–40 min   |
| 12 %          | 40–60 min   |

Unabdingbar für den Friseur ist die genaue Bestimmung des Naturtons des Kunden, um die richtige H2O2-Konzentration zu bestimmen. Auch das Mischungsverhältnis der Komponenten(Farbe/H2O2) spielt eine Rolle für das Erreichen des gewünschten Farbziels. Wichtig dabei ist zu beachten, dass bei der Aufhellung des Naturhaares ein Unterton/Blondiertabelle des Haares sichtbar wird. Diese muss nach Wunsch entsprechend neutralisiert oder verstärkt werden.

Untertontabelle:
1. Extra-Hellblond – sehr leichtes Gold,
2. Hell-Lichtblond – leichtes Gold,
3. Lichtblond – Gold,
4. Mittelblond – Kupfer,
5. Dunkelblond – Kupferrot,
6. Hellbraun – Rotkupfer,
7. Mittelbraun – Naturrot,
8. Dunkelbraun – Braunrot,
9. Schwarz – Braunschwarz

Diese Tabelle wird sichtbar bei: Aufhellungen, Blondierungen und Colorationen mit 6 %, 9 % und 12 %. Somit ist auch zu erklären, dass selbstblondierte oder selbstgefärbte Haare meist einen Orange- oder Goldansatz aufweisen, da dort meist falsch, mit zu hohem Oxidanten oder zu kurzer Zeit gearbeitet wurde. Nur ein Fachmann kann der Coloration entsprechende „Gegenfarben“ beimischen und die richtige Einwirkzeit bestimmen. Komplementärfarben sind:
1. Orange – Blau
2. Gold – Violett
3. Rot – Grün

Das Nichtberücksichtigen der Blondiertabelle bzw. Untertontabelle führt auch zu einem Grünstich im Haar. Dies passiert, wenn das blondierte Haar wieder dunkel gefärbt wird. Hier muss im Vorfeld eine „Rückpigmentierung“ stattfinden. Das bedeutet, dass das Haar Pigmente bekommt, die bei der Aufhellung abgebaut wurden. Meist wird im Vorfeld mit einer Kupfer-Gold- oder Kupfer-Rot-Tönung gearbeitet.
Zusammenfassend ist zu sagen: Wenn sich dazu entschieden wird, die Haare eigenständig zu färben, liegen die häufigsten Fehlerquellen in den folgenden Bereichen:
- Die Farbe wird nicht nur auf den nachgewachsenen Ansatz aufgetragen, sodass ein ungleichmäßiges Farbergebnis entsteht.
- Die falsche Haarfarbe wird benutzt- je nachdem, welche Farbe beim letzten Mal genutzt wurde, können unliebsame Ergebnisse erzielt werden.
- Die Farbe wird ungleichmäßig aufgetragen: Es kann zu fleckigen Haaren kommen
- Die Haare werden oft nicht abgesäuert, sodass Allergien oder Unverträglichkeiten entstehen. Farbreste bleiben im Haar und auch auf der Kopfhaut. Wenn die Schuppenschicht noch geöffnet ist, können die Farbpigmente schnell rausfallen.
- Falsche Pflege nach dem Färben ist ein großes Problem, sodass die Farbe ihren Glanz verliert.

## Blondieren

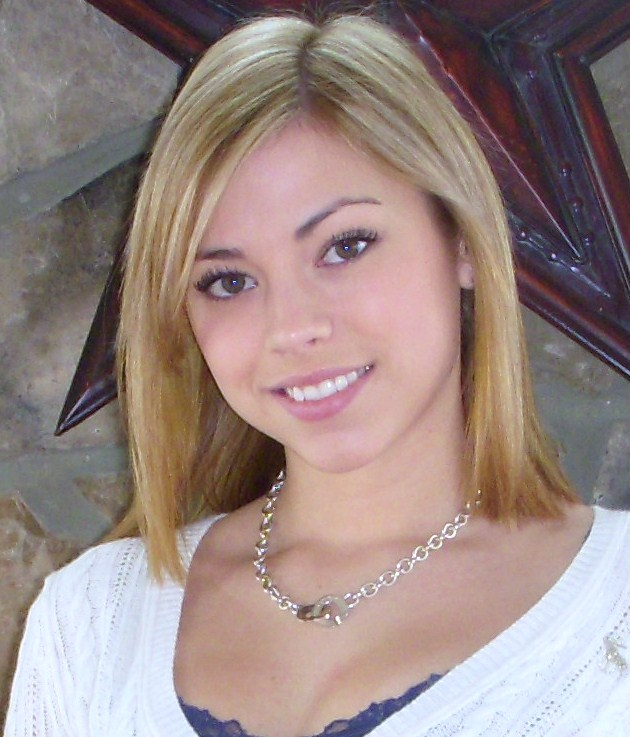
Frau mit blondierten Haaren

Für eine dauerhafte Farbveränderung steht dem Friseur noch die Blondierung zur Verfügung. Beim Blondieren wird Wasserstoffperoxid in Konzentrationen von 1,9 bis maximal 12 %  eingesetzt; bei höheren Wasserstoffperoxidkonzentrationen verändert sich die Haarstruktur. Mehr als 6 % Oxidantien dürfen nicht auf die Haut aufgetragen werden.
Das Haar besteht aus mehreren Peptidketten, deren Grundbausteine einzelne Aminosäuren sind. Die Aminosäuren in Peptiden enthalten funktionelle Gruppen, die durch Wechselwirkungen (Wasserstoffbrückenbindungen) mit anderen Aminosäuren und deren funktionellen Gruppen und Salzen dem Haar die bestimmte Festigkeit und Elastizität geben. Beim Blondieren wird das Farbpigment Melanin gelöst, viele Wasserstoffbrücken verlieren ihren Halt. Es gibt zwei verschiedene Melanine:
1. Eumelanin ist braun-schwarz (Körnige, feste Struktur)
2. Phäomelanin ist gold-rot (kleine, diffuse Struktur)

Die jeweiligen Pigmente, welche dem Haar die Farbe leihen, werden dabei oxidativ zerstört, das Haar wird blond.
Da die Blondierung nicht nur Farbpigmente zerstört, sondern auch viel der „Kittmasse“ des Cortex, sollte eine Blondierung mit sachgemäßer Vorsicht durchgeführt werden. Andernfalls können Schäden am Haar bis zum Haarausfall entstehen. Bei einer unsachgemäß durchgeführten Blondierung kann sich ein Friseur schadensersatzpflichtig machen.
Im Blondierpulver sind Ammoniak (öffnet die Schuppenschicht) und Persulfate (Aufhellbeschleuniger) enthalten, die das Haar aufquellen lassen und damit die Wirkung des H2O2 an den Pigmenten zulassen. Die Unterschiede bei der Schnelligkeit der Aufhellung liegen ausschließlich in der Einwirkzeit oder in der Wärmezufuhr mittels Climazon oder Ähnlichem. Die Wärmezugabe wird aber nicht empfohlen, da Wärme mehr Haar- und Kopfhautschäden begünstigen kann. Viel wichtiger für ein maximales Aufhellergebnis sind zwei Faktoren:
1. Menge der Blondierung (Produkt satt auftragen)
2. Zeit (niedriger Oxidant bei längerer Einwirkzeit)

Im Regelfall wird die Blondierung mit einem sauren Shampoo ausgewaschen, um den natürlichen pH-Wert des Haares wiederherzustellen. Nach der Aufhellung mit Blondierpräparaten sollte eine Haarkur oder Haarmaske gemacht werden. Am besten eignen sich proteinhaltige oder ceramidhaltige Produkte, welche die Schäden des Haares zum Teil wieder beheben können.

## Saurer Abzug
Der saure Abzug bzw. der reduktive Farbabzug ist eine Variante zur Korrektur eines oxidativen Farbergebnisses bei frisch gefärbtem Haar. Das gilt für die Colorationen, Intensivtönungen und permanente Colorationen. Hierbei werden mittels eines sauer eingestellten Präparats ungefestigte und gefestigte Farbmoleküle aus den Haaren gelöst, bzw. die oxidierten Farbmoleküle durch Abspaltung von Sauerstoff chemisch reduziert. Es gibt mehrere Möglichkeiten, den reduktiven Vorgang im Haar zu vollziehen. Das einfachste Hausmittel ist die Anwendung von Ascorbinsäure. Dafür wird Vitamin-C-Pulver in Wasser gelöst und verbleibt bis zu 30 Minuten im Haar. Dabei werden die künstlichen Pigmente aus dem Haar gelöst. Das lange, gründliche Ausspülen ist dabei sehr wichtig. Diese Anwendung hilft auch gegen „grüne“ Haare nach dem Schwimmen in chlorhaltigem Wasser.
Bei einem industriellen Farbabzug wird meist ein alkalisches Reduktionsmittel mittels einer sauren Lösung entfaltet. Der pH-Wert der fertigen Mischung ist dabei stark sauer. Der saure Farbabzug hat keine Auswirkungen auf die direktziehenden Pigmente (Schaumtönungen, Hennafarben, Pflanzenhaarfarben). Der saure Farbabzug wird als Alternative zum alkalischen Abzug (Blondierung) angewendet, da er schonender ist, um etwa eine unerwünschte Nuance oder ein zu dunkles Farbergebnis abzuschwächen. Dies ist jedoch am besten kurz nach einer Haarfärbung möglich, da dann die Farbmoleküle zum Teil nicht voll gefestigt und leichter zu lösen sind.

## Kritik
Chemische Haarfärbemittel sind hochwirksame Chemikalien, die Nebenwirkungen wie Hautirritationen hervorrufen können. Gelangt das Färbemittel bei der Applikation in das Auge, kann dieses geschädigt werden. Um Gefährdungen am Menschen auf ein Minimalmaß zu reduzieren und mögliche Schadensersatzansprüche gegen Hersteller abzuwenden, werden weiterhin Tierversuche unternommen. Auch wird die Umwelt bei der Herstellung belastet. Oft stellen natürliche Färbemittel eine verträglichere Alternative dar.